# Селцето (сериал, 2019)
Селцето (на испански: El pueblo) е испански комедиен сериал, създаден от Алберто Кабайеро в сътрудничество с Хулиан Састре и Нандо Абад за Телесинко, с актьорски състав, състоящ се от Карлос Аресес, Мария Ервас, Даниел Перес Прада, Рут Диас, Санти Милан, Ингрид Рубио, Раул Фернандес де Пабло, Емпар Ферер, Анхел Ходра, Висенте Хил, Хавиер Лосан, Фелипе Велес, Хайро Санчес, Бланка Родригес, Елиса Драбен, Жорди Вилкес и Норма Руис. Сериалът е продуциран от продуцентска компания Контубернио Филмс, основана от Кабайеро през 2013 г. за другата му поредица Новите съседи, която е първата за компанията. Премиерата на сериала Селото е на 15 януари 2020 г. по Телесинко, като е излъчен ексклузивно на 14 май 2019 г. в платформата Амазон Прайм Видео.
На 27 март 2019 г. е обявено, че Контубернио разработва втория сезон преди премиерата на първия. Ексклузивната премиера и на втория сезон ще бъде в Амазон, а не по Телесинко.

## Сюжет
Поредицата проследява живота на група хора от града, които решават да оставят всичко зад себе си и да се преместят в измисленото село Сория, наречено Пеняфрия, което е привидно изоставено. Скоро след пристигането си, те откриват, че в селото има жители, които ще им помогнат да се адаптират към живота в там, в който ще се стремят да направят своя живот по-динамичен. Приспособяването към живота в селските райони обаче се оказва по-лесно за някои, отколкото за други, което ще предизвика много ситуации, които ще подчертаят приликите и разликите между селския и градския живот.

## Актьори

### Първи сезон

#### Главен състав
- Карлос Аресес – Хуан Хосе „Хуанхо“ Солер
- Рут Диас – Лаура
- Раул Фернандес де Пабло – Пабло Армида
- Фелипе Гарсия Велес – Ечеги
- Мария Ервас – Амая
- Санти Милан – Рафаел Ореяна Санс / Мончо
- Даниел Перес Прада – Игнасио „Начо“ Барберо
- Ингрид Рубио – Кайетана Ортис / Рут
- Бланка Родригес – Елиса Хименес
- Хайро Санчес – Густаво „Гус“ Макдауел Хименес
- Анхел Хорда – Кандидо, кмета
- Висенте Хил – Арсасио
- Емпар Ферер – Мария
- Хавиер Лосан – Овчаря
- Елиса Драбен – Макарена „Мака“
- Жорди Вилкес – Чичо Аморос
- Силвия Касанова – Емилия
- Норма Руис – Исабел „Иса“ (епизод 1; епизод 3; епизоди 5 – 8)

#### Поддържащи
- Рубен Фулхенсио – Орион
- Мануел Милан – Кура (епизод 1; епизод 3; епизод 5; епизоди 7 – 8)
- Сара Дерай – Мария Луиса (епизод 2; епизоди 6 – 7)
- Тереса Ибаниес – Ерминия (епизод 3; епизод 5)
- Алвар Гордехуела – Исидро (епизоди 4 – 5; епизоди 7 – 8)
- Николас Мота – Пелайо (епизоди 6 – 7)

#### Епизодични
- Кармен Калво – Брихида (епизод 1)
- Хосе Серос – Сегурата (епизод 1)
- Хавиер Лаго – Лекар (епизод 1)
- Агустин Устарос – Шефът на Пабло (епизод 1)
- Еухенио Барона – Нотариус (епизод 2)
- Хосе Антонио Фуентефрия – Директор на телевизия (епизод 2)
- Олег Кричунова – Румано (епизод 2)
- Хема Балбас – Водеща (епизод 4)
- Рубен Калво – Доставчик (епизод 4)
- Алба Енрикес – Приятелка (епизод 4)
- Иван Ермес – Сесар (епизод 4)
- Емилио Менчета – Полицай (епизод 4)
- Хулио Мардело – Полицай (епизод 4)
- Серхи Масо Орион – Бебе (епизод 4)
- Рафаел Нуниес – Зависимият (епизод 4)
- Марио Аюсо – Деметрио (епизод 4)
- Алфредо Самора – Емилио (епизод 4)
- Лара Корочано – Директорка (епизод 5)
- Гиермо Фернандес – Начо (дете) (епизод 5)
- Алмудена Гайего – Секретарка (епизод 5)
- Алехандро Мартинес – Пабло (дете) (епизод 5)
- Хайме Рейнолдс – Треньор (епизод 5)
- Лена Байон – Журналистка (епизод 6)
- Ян Хуанг – Кумико (епизод 6)
- Хуан Соло – Водещ (епизод 6)
- Елена Алферес – Вероника (епизод 7)
- Пепе Караско – Груист (епизод 7)
- Исабел Фиера – Мари Пас (епизод 7)
- Андреа Гара – Сусана (епизод 7)
- Елена Ланса – Мондида (епизод 7)
- Серхио Мария – Сервитьор (епизод 7)
- Росио Марин – Джеси (епизод 7)
- Хаби Ортусар – Тониете (епизод 7)
- Лола Поло – Арасели (епизод 7)
- Кармен Вике – Лурдес (епизод 7)
- Мигел Сурита – Алфонсо (епизод 7)
- Висенте Коломар – Горка (епизод 8)
- Мигел де Мигел – Томас (епизод 8)
- Балбино Лакоста – Съветник за околната среда (епизод 8)
- Миро Магариньос – Кмет Сория (епизод 8)
- Луиса Мартинес – Съпругата на кмета (епизод 8)
- Алваро Перес – Чарли (епизод 8)
- Марк Улод – Кепа (епизод 8)

## Сезони и епизоди
| Сезон | Сезон | Епизод | Премиера по Амазон прайм | Премиера по Телесинко | Премиера по Телесинко | Средна аудитория | Средна аудитория |
| Сезон | Сезон | Епизод | Премиера по Амазон прайм | Премиера              | Финал                 | Зрители          | Дял              |
| ----- | ----- | ------ | ------------------------ | --------------------- | --------------------- | ---------------- | ---------------- |
|       | 1     | 8      | 14 май 2019г.            | 15 януари 2020г.      | 4 март 2020г.         | 2 199 000        | 16,3%            |
|       | 2     | 8      | 14 февруари 2020г.       | 13 септември 2021г.   | 1 ноември 2021г.      | 854 000          | 7,8%             |
|       | 3     | 8      | 2 декември 2021г.        | .                     | .                     |                  |                  |
|       | 4     | 8      | 14 април 2023г.          | .                     | .                     |                  |                  |
| Общо  | Общо  | 32     | 2019                     | 2020                  | -                     | -                | -                |

### Първи сезон
| № | № | Заглавие                                                    | Режисура                                        | Сценарий                                                                                   | Първо излъчване  | Първо излъчване в България | Рейтинг (в милиони) |
| - | - | ----------------------------------------------------------- | ----------------------------------------------- | ------------------------------------------------------------------------------------------ | ---------------- | -------------------------- | ------------------- |
| 1 | 1 | Изгубени в Сория ("Lost in Soria")                          | Лаура Кабайеро, Алберто Кабайеро, Роберто Монхе | Алберто Кабайеро, Хулиан Састре, Нандо Абад, Даниел Деорадор, Арасели Алварес де Сотомайор | 15 януари 2020   | 21 октомври 2020           | 2 654 000 (19,4%)   |
|   |   |                                                             |                                                 |                                                                                            |                  |                            |                     |
| 2 | 2 | Това село е развалина ("Este pueblo es una ruina")          | Лаура Кабайеро, Алберто Кабайеро, Роберто Монхе | Алберто Кабайеро, Хулиан Састре, Нандо Абад, Даниел Деорадор, Арасели Алварес де Сотомайор | 22 януари 2020   | 22 октомври 2020           | 2 195 000 (15,7%)   |
|   |   |                                                             |                                                 |                                                                                            |                  |                            |                     |
| 3 | 3 | Екзотичният сориански хотел ("El exótico hotel soriano")    | Лаура Кабайеро, Алберто Кабайеро, Роберто Монхе | Алберто Кабайеро, Хулиан Састре, Нандо Абад, Даниел Деорадор, Арасели Алварес де Сотомайор | 29 януари 2020   | 23 октомври 2020           | 2 231 000 (16,7%)   |
|   |   |                                                             |                                                 |                                                                                            |                  |                            |                     |
| 4 | 4 | Големият удар ("El gran golpe")                             | Лаура Кабайеро, Алберто Кабайеро, Роберто Монхе | Алберто Кабайеро, Хулиан Састре, Нандо Абад, Даниел Деорадор, Арасели Алварес де Сотомайор | 5 февруари 2020  | 26 октомври 2020           | 2 076 000 (15,4%)   |
|   |   |                                                             |                                                 |                                                                                            |                  |                            |                     |
| 5 | 5 | Вегански игри ("Juegos de veganos")                         | Лаура Кабайеро, Алберто Кабайеро, Роберто Монхе | Алберто Кабайеро, Хулиан Састре, Нандо Абад, Даниел Деорадор, Арасели Алварес де Сотомайор | 12 февруари 2020 | 27 октомври 2020           | 2 202 000 (16,2%)   |
|   |   |                                                             |                                                 |                                                                                            |                  |                            |                     |
| 6 | 6 | Мария и сексът (тантрически) ("María y el sexo (tántrico)") | Лаура Кабайеро, Алберто Кабайеро, Роберто Монхе | Алберто Кабайеро, Хулиан Састре, Нандо Абад, Даниел Деорадор, Арасели Алварес де Сотомайор | 19 февруари 2020 | 28 октомври 2020           | 1 935 000 (14,5%)   |
|   |   |                                                             |                                                 |                                                                                            |                  |                            |                     |
| 7 | 7 | Хубава овца ("Pretty Ovejas")                               | Лаура Кабайеро, Алберто Кабайеро, Роберто Монхе | Алберто Кабайеро, Хулиан Састре, Нандо Абад, Даниел Деорадор, Арасели Алварес де Сотомайор | 26 февруари 2020 | 29 октомври 2020           | 2 136 000 (16,0%)   |
|   |   |                                                             |                                                 |                                                                                            |                  |                            |                     |
| 8 | 8 | Рок в Пеняфрия ("Rock in Peñafría")                         | Лаура Кабайеро, Алберто Кабайеро, Роберто Монхе | Алберто Кабайеро, Хулиан Састре, Нандо Абад, Даниел Деорадор, Арасели Алварес де Сотомайор | 4 март 2020      | 30 октомври 2020           | 2 164 000 (16,8%)   |
|   |   |                                                             |                                                 |                                                                                            |                  |                            |                     |

Премиерата на първия сезон е на платформата Amazon Prime Video, достъпен от 14 май 2019 г.

### Втори сезон
| №  | # | Заглавие                                                           | Режисура                      | Сценарий                                                                                   | Първо излъчване | Първо излъчване в България | Рейтинг (в милиони) |
| -- | - | ------------------------------------------------------------------ | ----------------------------- | ------------------------------------------------------------------------------------------ | --------------- | -------------------------- | ------------------- |
| 9  | 1 | Националната пушка ("La escopeta nacional")                        | Лаура Кабайеро, Роберто Монхе | Алберто Кабайеро, Хулиан Састре, Нандо Абад, Даниел Деорадор, Арасели Алварес де Сотомайор | -               | 2 ноември 2020             | -                   |
|    |   |                                                                    |                               |                                                                                            |                 |                            |                     |
| 10 | 2 | Война на верните ("Guerra de fieles")                              | Лаура Кабайеро, Роберто Монхе | Алберто Кабайеро, Хулиан Састре, Нандо Абад, Даниел Деорадор, Арасели Алварес де Сотомайор | -               | 3 ноември 2020             | -                   |
|    |   |                                                                    |                               |                                                                                            |                 |                            |                     |
| 11 | 3 | Смъртта на патриархата ("La muerte del patriarcado")               | Лаура Кабайеро, Роберто Монхе | Алберто Кабайеро, Хулиан Састре, Нандо Абад, Даниел Деорадор, Арасели Алварес де Сотомайор | -               | 4 ноември 2020             | -                   |
|    |   |                                                                    |                               |                                                                                            |                 |                            |                     |
| 12 | 4 | Портрет на една овластена жена ("Retrato de una mujer empoderada") | Лаура Кабайеро, Роберто Монхе | Алберто Кабайеро, Хулиан Састре, Нандо Абад, Даниел Деорадор, Арасели Алварес де Сотомайор | -               | 5 ноември 2020             | -                   |
|    |   |                                                                    |                               |                                                                                            |                 |                            |                     |
| 13 | 5 | Лагерът Пеняфрия ("Peñafría Fatty Camp")                           | Лаура Кабайеро, Роберто Монхе | Алберто Кабайеро, Хулиан Састре, Нандо Абад, Даниел Деорадор, Арасели Алварес де Сотомайор | -               | 6 ноември 2020             | -                   |
|    |   |                                                                    |                               |                                                                                            |                 |                            |                     |
| 14 | 6 | Да кажем, че се говори за Мадрид ("Pongamos que hablo de Madrid")  | Лаура Кабайеро, Роберто Монхе | Алберто Кабайеро, Хулиан Састре, Нандо Абад, Даниел Деорадор, Арасели Алварес де Сотомайор | -               | 9 ноември 2020             | -                   |
|    |   |                                                                    |                               |                                                                                            |                 |                            |                     |
| 15 | 7 | Антаркарана ("Antarkarana")                                        | Лаура Кабайеро, Роберто Монхе | Алберто Кабайеро, Хулиан Састре, Нандо Абад, Даниел Деорадор, Арасели Алварес де Сотомайор | -               | 10 ноември 2020            | -                   |
|    |   |                                                                    |                               |                                                                                            |                 |                            |                     |
| 16 | 8 | Сватбата на най-добрия отпадък ("La boda de mi mejor boñigo")      | Лаура Кабайеро, Роберто Монхе | Алберто Кабайеро, Хулиан Састре, Нандо Абад, Даниел Деорадор, Арасели Алварес де Сотомайор | -               | 11 ноември 2020            | -                   |
|    |   |                                                                    |                               |                                                                                            |                 |                            |                     |

Премиерата на втория сезон е на платформата Amazon Prime Video, достъпен от 14 февруари 2020 г.

## Продукция

### Развитие
На 19 юни 2017 г. Медиасет Еспаня Комуникасион обявява предварителното производство на нова телевизионна поредица от създателите на Щурите съседи и Новите съседи, чието заглавие не е известно към онзи момент. Снимките на сериала, озаглавен Селото започват на 25 юни 2018 г. На 27 март 2019 г. е обявено, че вторият сезон на сериала е в процес на развитие, въпреки че към първия към онзи момент няма дата за телевизионна премиера.

### Кастинг
На 24 септември 2017 г. е обявено, че Карлос Аресес ще изпълнява ролята на главния герой в сериала. На 3 октомври 2017 г. е обявено, че в сериала ще участват Даниел Перес Прада и Рут Диас. На 12 октомври 2017 г. е обявено, че Санти Милан ще изпълни един от главните персонажи в поредицата, а на 8 октомври 2017 г. – Ингрид Рубио и Мария Ервас ще имат роли в сериала. На 31 май 2018 г. е обявено, че Норма Руис се присъединява към актьорския състав. На 26 юни 2018 г. е обявено, че Елиса Драбен също ще участва.

## В България
Сериалът се излъчва от 21 октомври 2020 г. по bTV Comedy, с разписание всяка делнична вечер от 20:30 ч.
| Обработка           | Саунд Сити Студио                                                            |
| ------------------- | ---------------------------------------------------------------------------- |
| Преводач            | Виолета Георгиева Луиза Топузян                                              |
| Тонрежисьор         | Светослав Димитров                                                           |
| Режисьор на дублажа | Тодор Георгиев                                                               |
| Озвучаващи артисти  | Мина Костова Росица Александрова Георги Тодоров Николай Върбанов Цанко Тасев |